# ディート・モンティエル
ディート・モンティエル（Dito Montiel、1965年7月26日 - ）は、アメリカ合衆国の映画監督、著作家、音楽家である。

## 経歴
1965年7月26日、ニューヨーク州ニューヨーク市クイーンズ区に生まれる。ニカラグア人の父親とアイルランド系アメリカ人の母親を両親に持つ。Major ConflictやGutterboyといったパンク・バンドに参加したほか、カルバン・クラインの下着モデルを務めた。
2003年、自叙伝『A Guide to Recognizing Your Saints』を出版する。2006年、『シティ・オブ・ドッグス』で映画監督デビュー。同年、アルバム『Dito Montiel』をリリースする。
2009年に『アルティメット・ファイター』を監督し、2011年に『陰謀の代償 N.Y.コンフィデンシャル』を監督した。2015年、シャイア・ラブーフ主演の『マン・ダウン 戦士の約束』を監督した。

## フィルモグラフィー

### 映画
- シティ・オブ・ドッグス A Guide to Recognizing Your Saints （2006年） - 監督・脚本・原作
- アルティメット・ファイター Fighting （2009年） - 監督・脚本
- 陰謀の代償 N.Y.コンフィデンシャル The Son of No One （2011年） - 監督・脚本・製作
- 11ミリオン・ジョブ Empire State （2013年） - 監督
- シークレット・ロード Boulevard （2014年） - 監督
- マン・ダウン 戦士の約束 Man Down （2015年） - 監督・脚本
- ジュディーを探して The Clapper （2017年） - 監督・脚本・原作・製作

## ディスコグラフィー

### アルバム
- Dito Montiel （2006年）

## 著書
- A Guide to Recognizing Your Saints （2003年）
- Eddie Krumble Is the Clapper （2007年）

## 受賞
- 2006年 - サンダンス映画祭 - ドラマ部門 監督賞（『シティ・オブ・ドッグス』）[12]